# Гравезанд, Вильгельм Якоб
Ви́льгельм Я́коб Гравеза́нд (Willem Jacob 's Gravesande, 26 сентября 1688 — 28 февраля 1742) — нидерландский философ, физик и математик.
Будучи 19 лет от роду, написал сочинение по теории перспективы, обратившее на себя внимание геометров. Впоследствии был профессором в Лейдене, где деятельно распространял и развивал идею Ньютона. Описываемый в курсах физики прибор, состоящий из кольца и шара, служащий для демонстрирования расширения при нагревании, введён Гравезандом. Он же первый устроил гелиостат.
- Прибор Гравезанда

Главнейшие его сочинения:
- «Physices elementa mathematica experimentis confirmata, sive introductio ad Philosорhіаm Newtonianam» (1720);
- «Philosphiae Newtonianae institutiones» (Лейден, 1723);
- «Introductio ad philosophiam, metaphysicam et logicam» (Лейден, 1738).

Член Лондонского королевского общества (1715).